# Eyes Adrift
Eyes Adrift – rockowa supergrupa założona przez Curta Kirkwooda (śpiewa i gra na gitarze w zespole Meat Puppets), Krista Novoselica (grał na gitarze basowej w zespole Nirvana) i Buda Gaugha (gra na perkusji w grupie Sublime). Zespół ten nagrał tylko jeden album pt. „Eyes Adrift”, do promocji tej płyty został wydany singel „Alaska”.

## Dyskografia
Zespół wydał jeden album 24 września 2002 roku pt. „Eyes Adrift”. Pochodzą z niego następujące utwory:
1. „Sleight of Hand” – 4:11
2. „Alaska” – 2:51
3. „Inquiring Minds” – 2:46
4. „Untried” – 3:56
5. „Blind Me” – 4:01
6. „Dottie Dawn & Julie Jewel” – 3:04
7. „Solid” – 3:37
8. „Pyramids” – 5:13
9. „Telescope” – 4:06
10. „Slow Race” – 5:00
11. „What I Said” – 4:34
12. „Pasted” – 15:33